# Norges Kristelige Sociale Folkelag
Norges Kristelige Sociale Folkelag var ett norskt politiskt parti som ställde upp i det norska stortingsvalet 1936.
Norges Kristelige Sociale Folkelag kandiderade enbart i Oslo där man fick 0,4 % av rösterna.
Detta motsvarade 0,05 % av rösterna i hela Norge.